# Tunel do věčnosti
Tunel do věčnosti je název české antologie osmi angloamerických vědeckofantastických povídek z padesátých let 20. století, kterou roku 1999 vydalo nakladatelství Albatros. Výbor uspořádal Ondřej Müller, povídky přeložili Jarmila Emmerová, František Jungwirth, Pavel Medek, Gerta Pospíšilová a Vladimír Svoboda

## Obsah knihy
Svazek obsahuje tyto povídky:
- Ray Bradbury: Město (1950, The City). Příběh o městě, které čekalo 2000 let na svou pomstu. Probouzí se, protože přistála raketa s průzkumníky ze Země, ve kterých rozpozná dávné nepřátele, kteří svými biologickými zbraněmi zničili místní civilizaci. Město průzkumníky zahubí a použije je pro biologický útok na Zem
- Garry C. Edmondson: Technologický pokles (1956, Technological Retreat), povídka o důsledcích meziplanetárního obchodu, který do naší civilizace přinesl novou převratnou technologii.
- Robert Sheckley: Duch V (1954, Ghost V), jde o název podivné planety, na níž z neznámých příčin hynou lidé násilnou smrtí.
- Theodore Sturgeon: Výchova Drusilly Strangeové (1954, The Education of Drusilla Strange), příběh dívky odsouzené za zabití učitele k doživotnímu trestu mezi primitivy na Zemi.
- Robert Sheckley: Zvedá se vítr (1957, A Wind Is Rising), povídka založená na nesprávném pochopení domorodých poměrů na jedné planetě lidmi, kteří se chtějí na planetě usídlit .
- Robert Abernathy: Nerovný boj (1955, Single Combat), povídka o černošském hrdinovi bojujícím s molochem velkoměsta, které se pro něj stalo zosobněním zla..
- Clifford D. Simak: Pokolení, které dosáhlo cíle (1953, Target Generation), povídka o letu generačního hvězdoletu, ve kterém lidé až na jednoho již nevědí, že letí v raketě.
- Arthur C. Clarke: Nemesis (1950), povídka o diktátorovi, kterého osud, jemuž chtěl uniknout, dostihne i po miliónech let, když se probudí ze své hybernace do doby, kdy se Slunce stává rudým obrem a Země je vyprahlou pouští.